# Kommunalwahlen in Hessen 1948
Die Kommunalwahlen in Hessen 1948 fanden am 25. April 1948 statt und waren die zweiten demokratischen Kommunalwahlen nach dem Ende der NS-Diktatur.

## Hintergrund
Während die ersten Kommunalwahlen 1946 in der unmittelbaren Nachkriegszeit erfolgten, war die politische Lage nun leicht stabilisiert. Seit 15 Monaten galt die neue Verfassung des Landes Hessen, die dem politischen Leben einen Rahmen gab. Dennoch fand die Wahl unter Besetzungsbedingungen statt. Eine Vielzahl vom Personen war aufgrund der Verstrickung in das NS-Unrecht weiter vom Wahlrecht ausgeschlossen. Wirtschaftlich stand das Land kurz vor der Währungsreform. Die Einführung der Sozialen Marktwirtschaft war noch nicht erfolgt, die weitere wirtschaftspolitische Entwicklung parteipolitisch stark umstritten. Deutschlandpolitisch stand die Wahl im Schatten des Aufbaus einer sozialistischen Diktatur in der SBZ. Der beginnende Kalte Krieg erlebte mit der Berlin-Blockade wenige Wochen nach der Wahl einen ersten Höhepunkt. In Hessen war vor allem die Eingliederung der Vertriebenen und der Wiederaufbau nach den Kriegszerstörungen Thema. Die Landtagswahl in Hessen 1946 hatte eine große Koalition aus SPD und CDU ergeben.

## Wahlergebnis
Es wurden die Kommunalparlamente sowie die Kreistage/Stadtverordnetenversammlungen der kreisfreien Städte gewählt. Dabei ergab sich folgendes Ergebnis (in tausend Stimmen bzw. %):
|                     | Wahlberechtigte | Aus politischen Gründen nicht wahlberechtigt | Abgegebene Stimmen | Wahlbeteiligung | Ungültige Stimmen | Gültige Stimmen |
| ------------------- | --------------- | -------------------------------------------- | ------------------ | --------------- | ----------------- | --------------- |
| Gemeindewahlen 1948 | 2737,3          | 59,5                                         | 2222,5             | 81,2            | 187,3             | 2035,2          |
| Gemeindewahlen 1946 | 2032,8          | 167,2                                        | 1666,7             | 82              | 87,6              | 1579,1          |
| Veränderung         | 704,5           | -107,7                                       | 555,8              | -0,8            | 99,7              | 456,1           |
| Kreiswahlen 1948    | 1941,1          | 111,6                                        | 1638,8             | 84,4            | 132,7             | 1506,1          |
| Kreiswahlen 1946    | 1442,2          | 31,5                                         | 1091,1             | 75,7            | 56,6              | 1034,5          |
| Veränderung         | 498,9           | 80,1                                         | 547,7              | 8,7             | 76,1              | 471,6           |

|                         | SPD   | FDP   | CDU   | KPD   | NDP/DRP | Arbeiterpartei | Evangelischer Volksdienst | Deutscher Block | Zentrum | Sonstige |
| ----------------------- | ----- | ----- | ----- | ----- | ------- | -------------- | ------------------------- | --------------- | ------- | -------- |
| Gemeindewahlen 1948     | 668,8 | 261,8 | 466   | 142,4 | 33,2    | 7,2            | 4,3                       | 6,4             | 1,4     | 436,9    |
| Gemeindewahlen 1946     | 687,6 | 76    | 506   | 117,6 | 0,6     | 14             |                           |                 |         | 184,1    |
| Gemeindewahlen 1948 (%) | 32,9  | 12,9  | 22,9  | 7     | 1,6     | 0,4            | 0,2                       | 0,3             | 0,1     | 21,5     |
| Gemeindewahlen 1946 (%) | 43,5  | 4,8   | 32    | 7,4   | 0       | 0,9            | 0                         | 0               | 0       | 11,7     |
| Veränderung (%)         | -10,6 | 8,1   | -9,1  | -0,4  | 1,6     | -0,5           | 0,2                       | 0,3             | 0,1     | 9,8      |
| Kreiswahlen 1948        | 546,7 | 325,6 | 464,1 | 106,5 | 40,3    | 2,1            | 8,9                       |                 | 1,9     | 10       |
| Kreiswahlen 1946        | 455,7 | 64,5  | 392,8 | 86,3  | 7,7     | 1,1            | 5,6                       |                 |         | 13,5     |
| Kreiswahlen 1948 (%)    | 36,3  | 21,6  | 30,8  | 7,1   | 2,7     | 0,1            | 0,6                       | 0               | 0,1     | 0,7      |
| Kreiswahlen 1946 (%)    | 44,1  | 6,2   | 38    | 8,3   | 0,7     | 0,1            | 0,5                       | 0               | 0       | 1,3      |
| Veränderung (%)         | -7,8  | 15,4  | -7,2  | -1,2  | 2       | 0              | 0,1                       | 0               | 0,1     | -0,6     |

Für die Ergebnisse in ausgewählten hessischen Städten siehe:
- Darmstadt
- Frankfurt am Main
- Fulda
- Kassel
- Offenbach am Main
- Wiesbaden

Gewinner der Wahl war die FDP, die sich als größte Oppositionspartei profilieren konnte. Die KPD konnte ihr Ergebnis fast halten, erst mit der Landtagswahl in Hessen 1950 reagierten die KPD-Wähler auf die Entwicklung in der SBZ.